# اولاد زيان

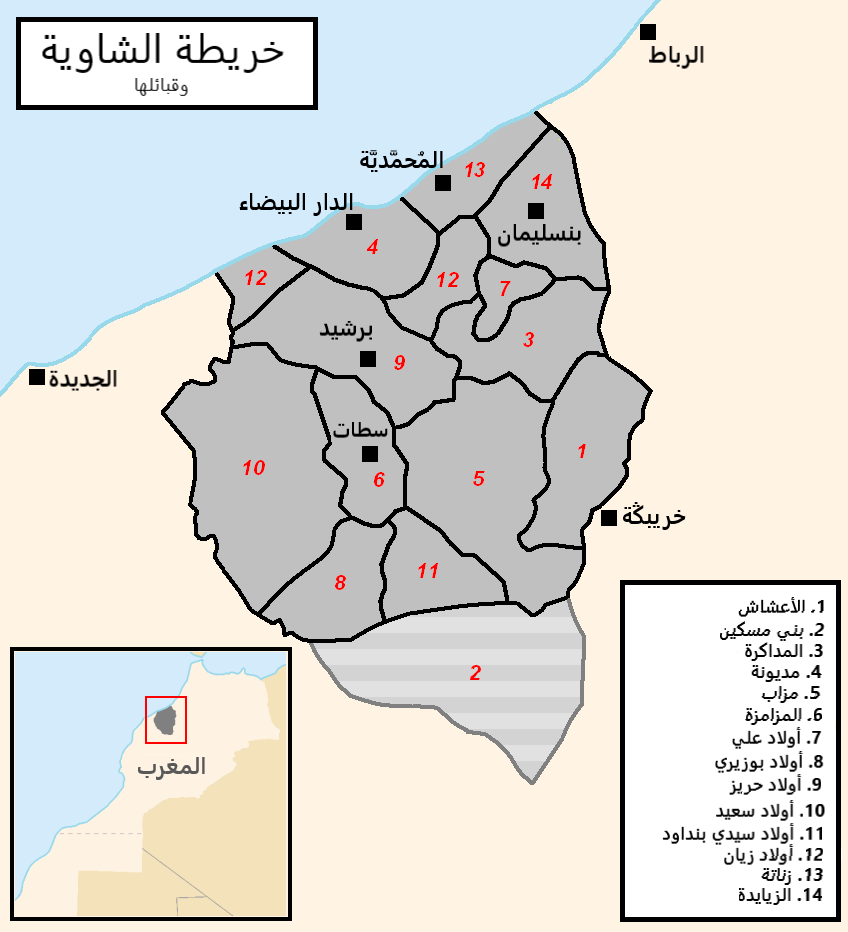

أولاد زيان قبيلة مغربية عربية الاصل مندرجة داخل اتحاد قبائل جهة الشاوية في المغرب.
تتميز هذه القبيلة بكون أراضيها مفصولة إلى شطرين احدهما في الضواحي
الشرقية لمدينة الدار البيضاء و يلقب احياناً بأولاد زيان موالين الواد، أي اصحاب الوادي لكون وادي يسمى وادي المالح يجري في اراضيهم و الشطر الثاني
يسمى أولاد زيان السوالم و هو غرب الدار البيضاء.

## نسبهم
وترجع أصول قبيلة أولاد زيان حسب ما رواه المؤرخ ابن خلدون الى أحد بطون
القبيلة العربية بني هلال، فهم بنو زيان بن عسكر بن خليفة بن النضر بن
عروة بن زغبة  و زغبة جذم من شعوب بني هلال إلى جانب رياح، الأثبج و قرة.

## لهجتهم و عاداتهم
يتحدث أولاد زيان اللهجة العربية الهلالية المعروفة عند العوام باسم اللهجة العْروبية، شأنهم في ذلك شأن فخذتهم قبيلة السوالم و أبناء عمومتهم قبائل أولاد سعيد و كل قبائل منطقة الشاوية حتى المستعربة منها كمديونة و زناتة و المزاب.
إلا أن اللهجة البدوية بدأت في الاندثار تدريجيا لصالح اللهجة العربية الحضرية و ذلك لكون أراضي القبيلة في حدود مدينة الدار البيضاء أكبر مدن المملكة المغربية و أكثرها حضرية، بل أكثر من ذلك فالمدينة أقيمت على جزء من أراضي القبيلة بشقيها الساحلي و السهلي.
أما في عاداتهم فهم أهل ماشية و خيل مثلهم مثل كل القبائل العربية التي سكنت السواحل الغربية للمغرب من العرائش شمالا حتى الصويرة جنوباً، و لا يمكن ذكر الخيل إلا و قرنت به التبوريدة أو الفانتازيا كما تعرف في المصادر الغربية، و كثيرا ما فاز فرسان منطقة الشاوية المغربية و ضمنهم أولاد زيان بالمركز الأول في المسابقات التي تجمع سربات مناطق المغرب كلها.

## مواطن قبيلة أولاد زيان المغربية الهلالية حاليا
- أولاد زيان موالين الواد

هي المحصورة بين قبيلة الزيايدة في الشمال الشرقي، وقبيلة المداكرة في
الجنوب الشرقي، وقبيلة أولاد حريز في الجنوب الغربي، وقبيلة مديونة في
الشمال الغربي، وقبيلة زناتة في الشمال، وفي أراضيها يجري وادي المالح،
وتتميز أيضا بوجود عيون مائية كثيرة منها: عين أشباد – عين الشقور – عين
بوسطيلة – عين السبع (على مقربة من ضريح سيدي التهامي) – عين حليليفة – عين
'عين الزهرة' وتنقسم إلى البطون التالية:
- أولاد عيـاد
- الدغاغية
- السوالـم
- أولاد موسى بن إبراهيم
- أولاد زيان السوالم

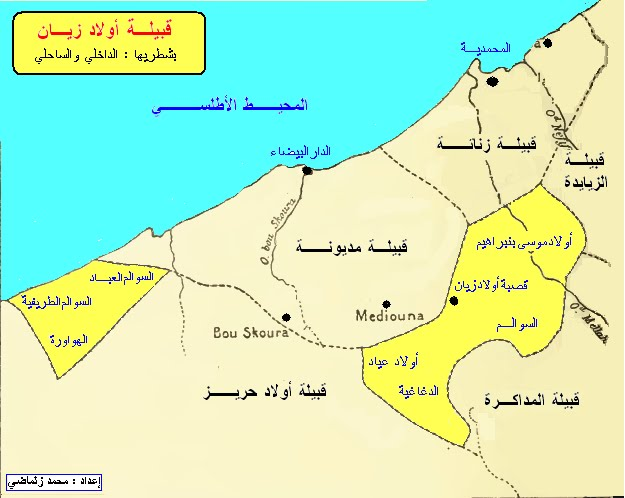
أراضي قبيلة أولاد زيان المغربية
بشطريها باللون الأصفر

وتمتد مجالاتها على الساحل الأطلسي مسافة 12 كلم، فاصلة بين قبيلة مديونة
التابعة للشاوية، وقبيلة الشياظمة التابعة لدكالة، وتنقسم الى البطنين
التاليين وهما :
- السوالم العبـاد
- السوالم الطريفية

## أماكن باسم القبيلة
لعل أهم مكان تسمى باسم قبيلة أولاد زيان هو المحطة الطرقية "أولاد زيان" في العاصمة الاقتصادية للمغرب الدار البيضاء، و هي محطة تم افتتاحها سنة 1999 و ظلت أكبر محطة طرقية في البلاد  إلى غاية 2022 سنة تدشين المحطة الطرقية الجديدة للرباط التي أصبحت أكبر محطات البلاد  بدل محطة أولاد زيان.

## ملحوظة
لا توجد علاقة بين قبيلة أولاد زيان العربية الهلالية المغربية و بين آيت زيان أو بنو زيان - المعروفون ببني عبد الواد - السلالة الزناتية التي أسست و حكمت مملكة تلمسان بين 1235 – 1556م في الجزائر، إلا التشابه في اسم "زيان".